# フライト・オブ・フェニックス
『フライト・オブ・フェニックス』（Flight of the Phoenix）は、2004年製作のアメリカ合衆国のアクション・アドベンチャー映画。デニス・クエイド主演、監督はジョン・ムーア。
映画『飛べ!フェニックス』（1965年）のリメイク作品。

## ストーリー
石油会社から突然の閉鎖命令をうけた砂漠の石油採掘所。失意の現地スタッフと廃材を乗せ、帰国の途に着いた輸送飛行機（C-119）は巨大な砂嵐に遭遇した。重量オーバーもあり、急旋回などで乗り切ることが出来なかった飛行機は、モンゴルのゴビ砂漠の真ん中に不時着してしまう。
輸送機操縦士のフランク（デニス・クエイド）は、望みは薄いと知りつつも大人しく救助を待つのが最善と考え、乗員達を納得させる。しかし決して十分ではない物資、水と食料、なんの変化も無くただ消耗していく日々。やがて彼らはコスト削減を理由に採掘所を閉鎖までする本社が、彼らを捜索するために捜索・救出費用を割く事はないだろうことを悟ってしまう。
そんな中、飛行機には本来予定に無い余剰人員が1人乗っていた。彼は砂漠の旅行者で、何の縁も無く採掘所へ転がり込んでいたという。日々、墜落機を見て回るばかりだった彼が口を開いた。
「僕は航空設計技師だ。この機体の部品でもう一機作れるぞ」と。それを契機に、自力で脱出を試みる為、輸送飛行機を軽飛行機へ改造する試みを始める。ただ、その労力には水や食料の消費など節制生活を捨てることが必須であり、救助までの寿命を縮め生きながらえるか、勝負に出る。

## 登場人物
フランク・タウンズ
演 - デニス・クエイド
輸送機操縦士。シャットダウン・タウンズのあだ名を持つ。行動よりも慎重を考えるが仲間と共に小型機を作ることを考えるようになる。
エリオット
演 - ジョバンニ・リビシ
飛行機の設計士。小型飛行機を作る提案をした張本人。実は本当は模型飛行機の設計士。本来は輸送機とは無関係者だったが乗らせてもらっていた。
AJ
演 - タイリース・ギブソン
副操縦士。フランクの相棒。
ケリー・ジョンソン
演 - ミランダ・オットー
主任。メンバーの紅一点。
ロドニー
演 - トニー・カラン
作業員。
イアン
演 - ヒュー・ローリー
所長。仕事に対するスタンスは現実的で望みがなければ即切り捨てるかのごとく撤退する。
リドリー
演 - スコット・マイケル・キャンベル
達観した性格。
デイヴィス
演 - ジャレッド・パダレッキ
作業員。最年少でありメンバーからは坊や扱いされている。砂漠を出歩き、事故にあい死亡。
ジェレミー
演 - ステッキー・フィンガス
作業員。

## キャスト
| 役名                 | 俳優                           | 日本語吹き替え   |
| -------------------- | ------------------------------ | ---------------- |
| フランク・タウンズ   | デニス・クエイド               | 磯部勉           |
| エリオット           | ジョバンニ・リビシ             | 三ツ矢雄二       |
| A.J.                 | タイリース・ギブソン           | 楠大典           |
| ケリー・ジョンソン   | ミランダ・オットー             | 日野由利加       |
| イアン               | ヒュー・ローリー               | 有本欽隆         |
| ラディ               | ケヴォルク・マリキャン         | 土師孝也         |
| アレックス・ロドニー | トニー・カラン                 | 家中宏           |
| サミー               | ジェイコブ・バルガス           | 中村大樹         |
| リドル               | スコット・マイケル・キャンベル | 竹若拓磨         |
| ジェレミー           | ステッキー・フィンガス         | 三宅健太         |
| デイヴィス           | ジャレッド・パダレッキ         | 浜田賢二         |
| カイル               | ボブ・ブラウン                 | 奥田啓人         |
| 日本語版制作スタッフ |                                |                  |
| 演出                 | 演出                           | 小山悟           |
| 字幕翻訳             | 字幕翻訳                       | 林完治           |
| 吹替翻訳             | 吹替翻訳                       | 石原千麻         |
| 調整                 | 調整                           | 新井保雄         |
| 制作                 | 制作                           | HALF H・P STUDIO |

初回放送2007年8月2日『木曜洋画劇場』※『午後のロードショー』でも度々放送されている。2021年6月7日に放送する際は全仏テニス放送のため
お休みとなったが、その後1カ月後の同年7月13日に放送された。

## スタッフ
- 監督：ジョン・ムーア
- 製作総指揮：リック・キドニー
- 原作：エルストン・トレヴァー
- 脚本：スコット・フランク、エドワード・バーンズ
- 音楽：マルコ・ベルトラミ

## 豆知識
- 元になった『飛べ!フェニックス』（1965年）では、サハラ砂漠に墜落した設定だったが、今回はゴビ砂漠になっている。